# Плугена (кантон)
Плугена́ (фр. Plouguenast) — упраздненный кантон во Франции, в регионе Бретань, департамент Кот-д’Армор. Входил в состав округа Сен-Бриё.
Код INSEE кантона — 2238. Всего в кантон Плугена входило 5 коммун, из них главной коммуной являлась Плугена.

## Коммуны кантона
| Коммуна  | Население, чел. (1999) | Почтовый индекс | Код INSEE |
| -------- | ---------------------- | --------------- | --------- |
| Госсон   | 580                    | 22150           | 22060     |
| Ланга    | 646                    | 22150           | 22100     |
| Племи    | 1524                   | 22150           | 22184     |
| Плессала | 1821                   | 22330           | 22191     |
| Плугена  | 1719                   | 22150           | 22219     |

## Население
Население кантона на 2006 год составляло 6 433 человека.
| 1962 | 1968 | 1975 | 1982 | 1990 | 1999  | 2006  | 2007 |
| ---- | ---- | ---- | ---- | ---- | ----- | ----- | ---- |
| -    | -    | -    | -    | -    | 6 290 | 6 433 | -    |